# Tailhac
Tailhac es una comuna francesa situada en el departamento de Alto Loira, en la región de Auvernia-Ródano-Alpes.

## Demografía
| 120 | 95 | 86 | 79 | 68 | 73 | 68 |
| Para los censos de 1962 a 1999 la población legal corresponde a la población sin duplicidades (Fuente: INSEE [Consultar]) |    |    |    |    |    |    |